# Bolygóközi por
A bolygóközi por (vagy kozmikus por) apró porszemcsékből áll, amik egy csillagrendszer központi égitestje körül keringenek a bolygók közötti térben.
Naprendszerünkben a bolygóközi por nem csak a Nap fényét szórja szét (állatövi fény), hanem hősugárzást is kibocsát az 5-50 mikrométeres elektromágneses sávban (Levasseur-Regourd, A.C. 1996). A port alkotó szemcsék jellemző átmérője 10-100 mikrométer közötti (Backman, D., 1997). A Naprendszerben lévő összes bolygóközi por tömege egy 15 km átmérőjű aszteroida tömegének felel meg (2,5 g/cm³ átlagsűrűséget számításba véve).

## A bolygóközi por forrásai
A bolygóközi por forrásai között ott vannak: az aszteroidák egymással való ütközései, üstökösök aktivitása és ütközései a belső Naprendszerben, ütközések a Kuiper-övben (Backman, D., 1997). A tudományos közösségben régóta tartó vita, hogy a bolygóközi por forrásának inkább az aszteroidák egymással való ütközései, vagy az üstökösök aktivitása tekinthető-e.

## A porrészecskék életciklusa
A porrészecskéket érő főbb hatások: a sugárnyomás, a befelé ható Poynting-Robertson hatás, a napszél nyomása (jelentős elektromágneses összetevőkkel), szublimáció, kölcsönös ütközések, és a bolygók gravitációs vonzásának állandóan változó hatásai (Backman, D., 1997).
A porrészecskék létezése rendkívül rövid idejű egy naprendszer korához képest: például egy csillag körül keringő 100 millió éves porrészecske nagyobb égi objektumok darabja lehet, amiről a csillagászati „közelmúltban” vált le, semmiképpen nem a csillagrendszer kialakulásának idején.
Az állatövi fényt okozó por 99,9%-ban a „közelmúltban” jött létre, és csak 0,1%-ban származik a csillagközi anyagból.
A sugárzásoktól leginkább érintett por béta meteoroid néven ismert, tömege általában kisebb, mint 1,4 x 10−12 g, és többnyire a központi csillagtól spirál alakban távolodik a Naprendszer széle felé.
Létezését az 1990-es években, az LDEF mesterséges hold segítségével sikerült megerősíteni. A szemcsék mérete és mennyisége a Naptól való távolságtól függ: a Föld távolságában átlagos méretük kisebb 0,5 mikrométernél, átlagos gyakoriságuk 6 beütés/m²/nap.

## Bolygóközi por gyűjtése a Földön
1951-ben Fred Whipple leírta, hogy a 100 mikrométernél kisebb mikro-meteoritok megolvadás nélkül képesek behatolni a Föld légkörébe.  Ezeknek a részecskéknek a laboratóriumi vizsgálata az 1970-es években kezdődött a sztratoszférába felbocsátott léggömbökkel, D. E. Brownlee repüléseivel, majd később a Lockheed U-2 repülőgéppel.
Az LDEF mesterséges hold közel hatéves adatgyűjtése szerint a Földre irányuló por szemcséinek tömege 10−9–10−4 g, méretük 10–500 μm közötti. Eszerint a Földre 40 ezer tonna bolygóközi por hullik évente.

## Fordítás
- Ez a szócikk részben vagy egészben  az   Interplanetary dust cloud című angol Wikipédia-szócikk fordításán alapul.  Az eredeti cikk szerkesztőit annak laptörténete sorolja fel. Ez a jelzés csupán a megfogalmazás eredetét és a szerzői jogokat jelzi, nem szolgál a cikkben szereplő információk forrásmegjelöléseként.